# Mesick
Mesick é uma vila localizada no estado americano de Michigan, no Condado de Wexford.

## Demografia
Segundo o censo americano de 2000, a sua população era de 447 habitantes.
Em 2006, foi estimada uma população de 460, um aumento de 13 (2.9%).

## Geografia
De acordo com o United States Census Bureau tem uma área de
2,9 km², dos quais 2,9 km² cobertos por terra e 0,0 km² cobertos por água. Mesick localiza-se a aproximadamente 256 m acima do nível do mar.

## Localidades na vizinhança
O diagrama seguinte representa as localidades num raio de 24 km ao redor de Mesick.